# Roberto de Carvalho Rocha
Roberto de Carvalho Rocha (Fortaleza, 1925 - Fortaleza, 21 de abril de 2017) foi um educador, empresário e político brasileiro.

## Biografia
Roberto Carvalho Rocha foi o fundador do Colégio Christus, e também foi vereador de Fortaleza em 1955. Rocha cursou Teologia e Educação na Universidade Católica de Washington, nos Estados Unidos, por cinco anos. Ao retornar ao Brasil, em 1951, fundou o Colégio Christus.
Em 1991, Roberto de Carvalho Rocha foi um dos agraciados pelo prêmio Sereia de Ouro, idealizado pelo Sistema Verdes Mares, em reconhecimento aos seus esforços na área da educação.
Roberto de Carvalho Rocha, faleceu em função de complicações de Alzheimer. O velório do educador aconteceu na Capela Christus Fillius Dei, e foi enterrado no Cemitério Parque da Paz.
A Câmara Municipal de Fortaleza, nomeou de Roberto de Carvalho Rocha uma Escola de Tempo Integral - ETI.
Foi homenageado com o Troféu Paulo Petrola (in memoriam).